# Carausius
Marcus Aurelius Mausaeus Valerius Carausius (mất năm 293) là một viên tướng La Mã thời hậu kỳ của thế kỷ thứ 3. Ông là người gốc Menapii từ tỉnh Gallia Belgica (Bỉ ngày nay),. Ông tự xưng là hoàng đế của Anh và Bắc Gallia (Imperium Britanniarum) năm 286 trong Loạn Carausius. Ông thực hiện điều này chỉ 13 năm sau khi đế quốc Gallia của Postumus người Batavii cáo chung năm 273. Ông tại vị 7 năm, trước khi bị ám sát bởi bộ trưởng kinh tế Allectus.